# 鷹司誓玉
鷹司 誓玉（たかつかさ せいぎょく、1929年（昭和4年）10月28日 - ）は、浄土宗大本山善光寺大本願の第121世法主。尼公上人。大僧正。全日本仏教婦人連盟名誉会長。

## 生い立ち
鷹司信敬（公爵鷹司煕通の四男）と母敦子（水野家出身）の娘として東京で生まれる。俗名は「榮子（しげこ）」。幼い頃を杉並区で過ごす。女子学習院に入学。父が大阪府堺市立水族館館長に就任したので堺に移住したが、戦時中で勉学ができる環境になく父の元を離れ、再び女子学習院に転学。終戦後は、京都府立女子専門学校に入学。卒業後、大阪市立女子専門学校の研究室に勤務。その後、新制大学となった慶應義塾大学文学部（通信教育課程・第2類）に入り、古代から中世にかけての日本史を研究し卒業。文学士。

## 仏門に入る

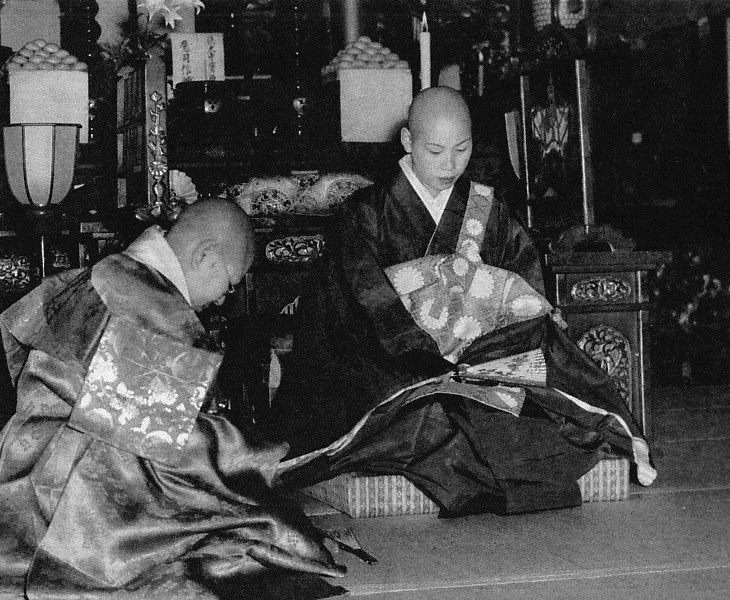
誓玉の得度式

母敦子が善光寺にお参りに行った際、従姉妹で副住職を務めていた一条智光より後継者を探していることを伝えられる。誓玉は本人自ら仏門に入ることを望み、1955年（昭和30年）、先々代の法主大宮智栄の附弟（将来住職になる弟子）となり、大本願に入山後得度する。その後、知恩院にある尼衆学校（後の尼僧道場、現在は廃止）に入学をし修行をする傍ら、佛教大学通信課程を卒業、大谷大学大学院に進み中国仏教を研究、修了後大本願に戻る。1959年（昭和34年）、先代の一条智光法主のもと副住職を務め、1997年（平成9年）4月の開帳中に先代の引退により法主に就任した。

## 法主として
誓玉は代々受け継がれている早朝の御数珠頂戴の儀、開帳時の導師などの数多くの勤めをこなす。また、2007年（平成19年）秋に前年より入山した鷹司誓栄（2008年（平成20年）4月2日、病気療養中の大宮智真に代わり副住職となる）を養女とした。誓栄の出身の西方寺の歴代住職に鷹司家出身者が多いという縁による。
また、大本願では、福祉慈善事業として、乳児院や特別養護老人ホームを営んできたが、最近はグループを経営している。

## 著書
- 「信州大本願江戸青山善光寺智観上人」
- 「唐組平緒」
- 「近世善光寺上人の生涯－妙譽智観尼公の場合」（大本願教化部）